# Transeius aciculus
Transeius aciculus är en spindeldjursart som först beskrevs av De Leon 1967.  Transeius aciculus ingår i släktet Transeius och familjen Phytoseiidae. Inga underarter finns listade i Catalogue of Life.